# Typhlops leucostictus
Typhlops leucostictus este o specie de șerpi din genul Typhlops, familia Typhlopidae, descrisă de Boulenger 1898. Conform Catalogue of Life specia Typhlops leucostictus nu are subspecii cunoscute.